# C'est les vacances
Singles de Ilona Mitrecey
Un monde parfait
(2005) Dans ma fusée
(2005)
Clip vidéo
[vidéo] « C'est les vacances », sur YouTube
C'est les vacances est une chanson de la chanteuse française Ilona Mitrecey.
Sortie comme son deuxième single, elle débute à la 3e place en France à la fin de juin 2005 et atteint sa meilleure position à la 2e place deux semaines plus tard.
Cette chanson sera incluse dans le premier album d'Ilona, Un monde parfait, qui sortira en octobre de la même année.

## Liste des titres
| 1. | C'est les vacances (Version originale)         | 3:45 |
| 2. | C'est les vacances (Fast & Furious Radio Edit) | 3:50 |

| 1. | C'est les vacances (Original Version)          | 3:46 |
| 2. | C'est les vacances (Fast & Furious Radio Edit) | 3:46 |
| 3. | C'est les vacances (Spaghetti Version)         | 3:43 |
| 4. | C'est les vacances (Karaoke Version)           | 3:48 |

## Classements
| Classement (2005)                       | Meilleure position |
| --------------------------------------- | ------------------ |
| Belgique (Wallonie Ultratop 50 Singles) | 3                  |
| France (SNEP)                           | 2                  |
| Suisse (Schweizer Hitparade)            | 6                  |
| Allemagne (GfK Entertainment)           | 61                 |